# Paul Chocarne-Moreau
Paul Chocarne-Moreau (Digione, 31 ottobre 1855 – Neuilly-sur-Seine, 5 maggio 1930) è stato un pittore francese.

## Biografia
Paul Charles Chocarne nacque a Digione in una famiglia di artisti. Suo padre era professore di pittura e suoi zii erano il Padre Bernard Chocarne e l'abate Victor Chocarne. Suoi cugini erano gli scultori Mathurin Moreau, Hippolyte Moreau e Auguste Moreau.
Paul Chocarne entrò all'École des beaux-arts di Parigi, dove fu allievo dapprima di Tony Robert-Fleury e in seguito di William Bouguereau. Espose per la prima volta al "Salon des artistes français" del 1882 e da quel giorno continuò piuttosto regolarmente ad inviare al Salon i suoi lavori sotto il nome di Paul Chocarne-Moreau.
 
Nel 1906 fu nominato Cavaliere della Légion d'honneur.
Chocarne-Moreau si specializzò nella pittura di genere, ma con una particolarità assai personale: egli rappresenta scenette della vita parigina i cui soggetti sono quasi sempre ragazzotti burloni dell'ambiente popolare: apprendisti pasticceri, spazzacamini, chierichetti, scolari, etc. Testimone allegro del suo tempo, dipinse opere come "Sur la barricade", che espose al Salon del 1909. Molti hanno visto in lui un precursore di Norman Rockwell.

Morì a Neuilly-sur-Seine, a 75 anni.

## Opere
Elenco parziale
- Le Pâtissier et le ramoneur, olio su tela, Digione, Museo di belle arti.
- Chacun son tour, Salon del 1899. Scena infantile con un ubriaco travestito da Pierrot.
- Mi-Carême, Salon del 1907.

## Collegamenti esterni

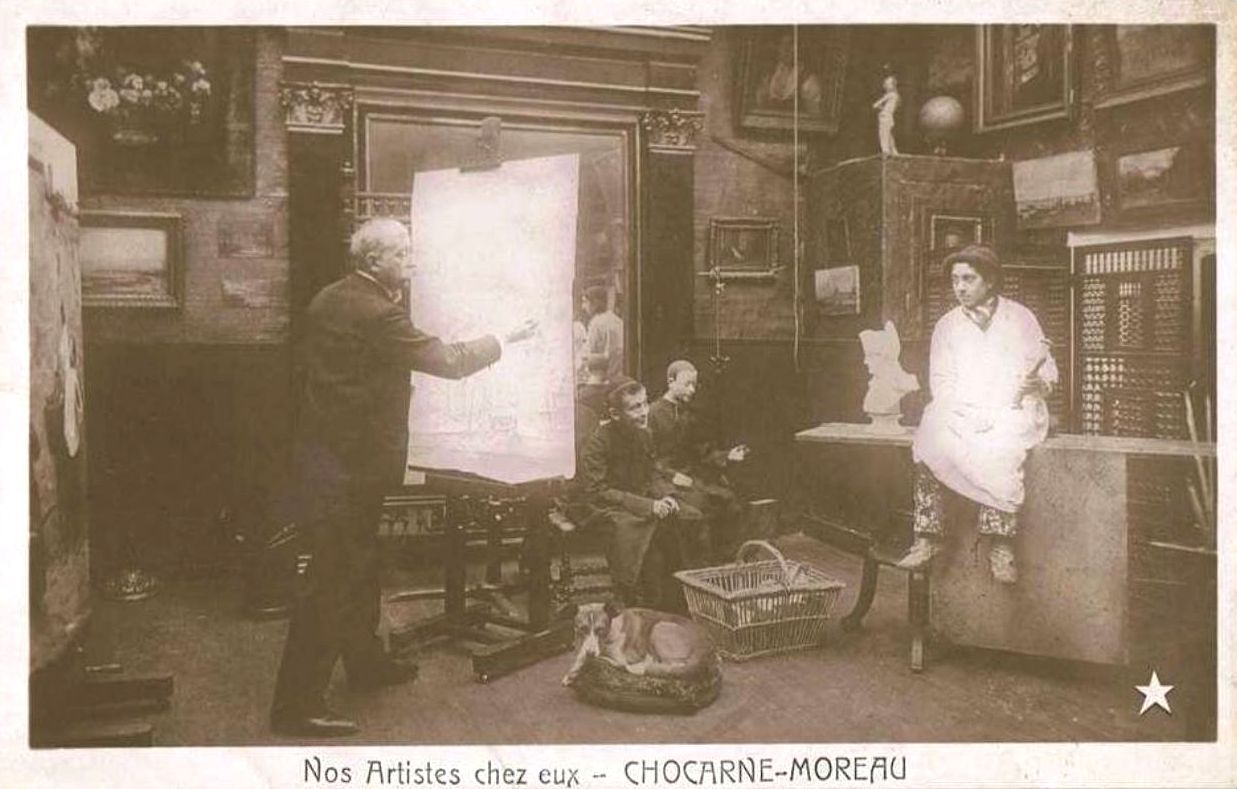
Il pittore nel suo atelier

## Galleria d'immagini

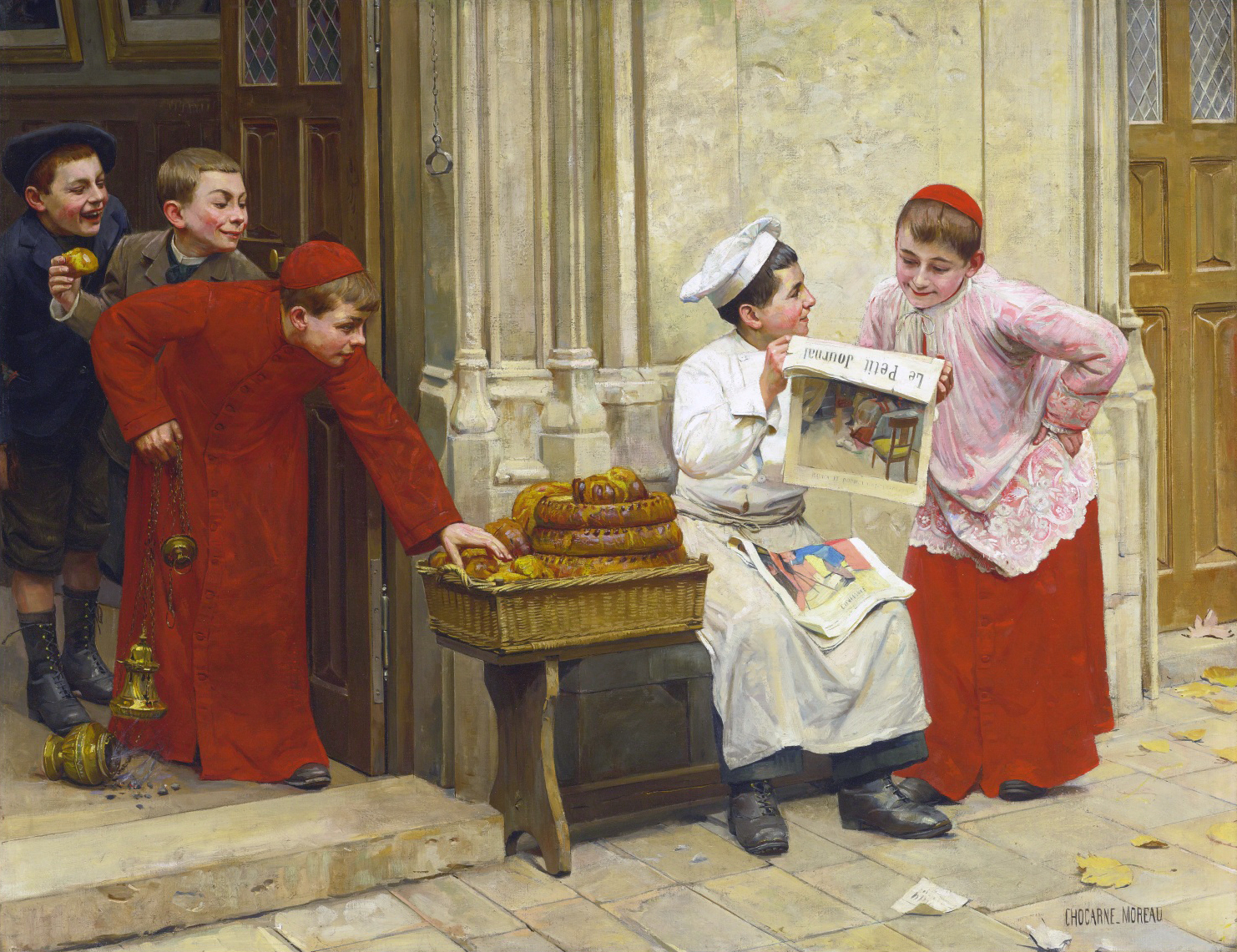
Il giornalino
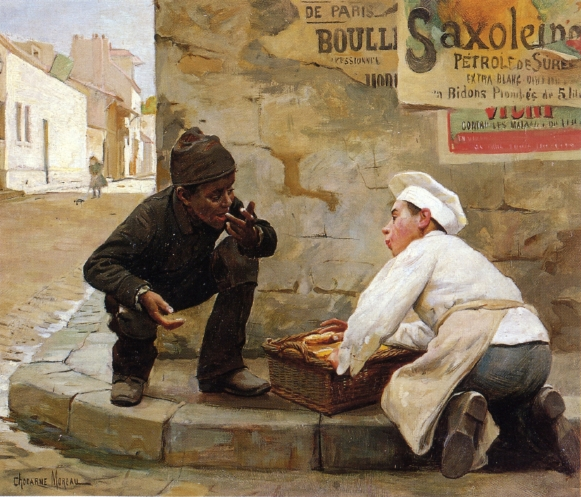
I buoni amici
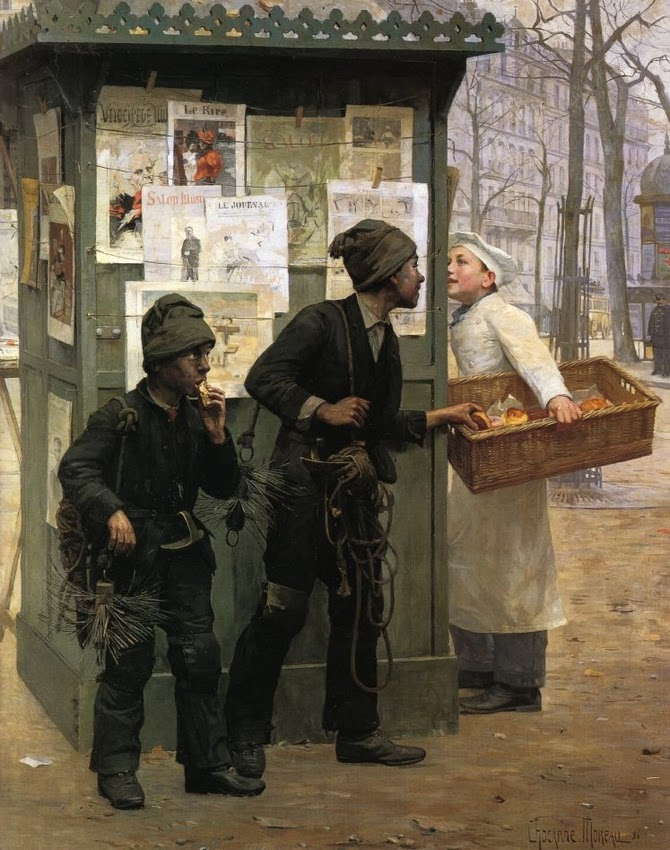
L'occasione fa l'uomo ladro
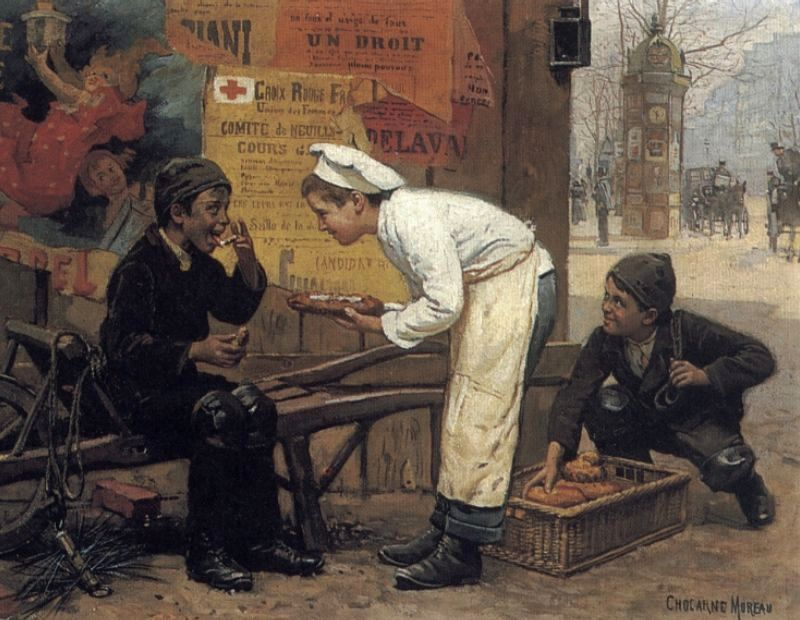
Il ladro astuto
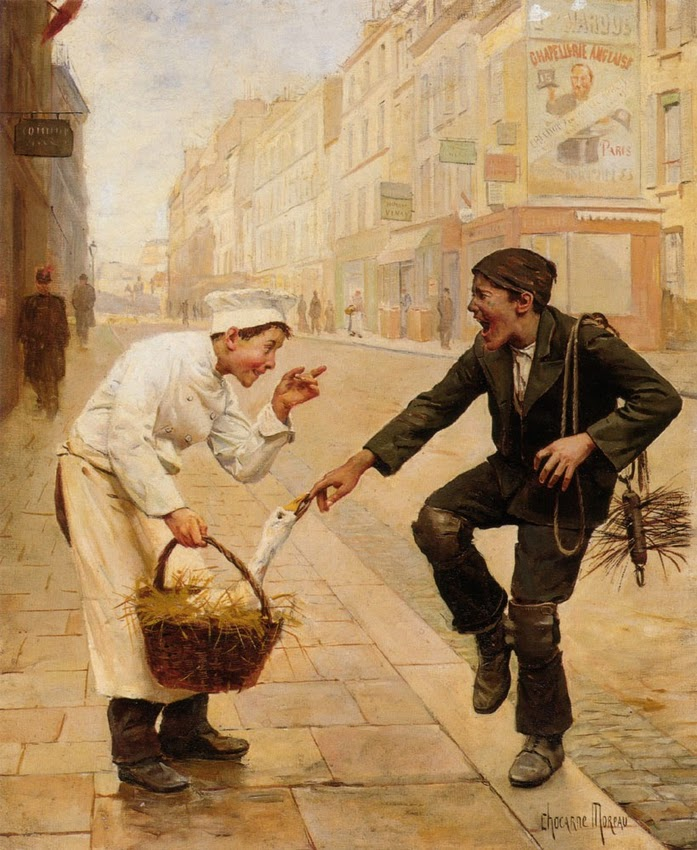
La sorpresa